# Euphorbia astyla
Euphorbia astyla är en törelväxtart som beskrevs av Georg George Engelmann och Pierre Edmond Boissier. Euphorbia astyla ingår i släktet törlar, och familjen törelväxter. Inga underarter finns listade i Catalogue of Life.